# 长趾方蟹
长趾方蟹（学名：Grapsus longitarsis）为方蟹科方蟹属的动物。分布于日本、夏威夷群岛、吉尔伯特群岛、社会群岛、土阿莫土群岛以及中国大陆的广东等地，多见于海水。